# Ray Rezső Vilmos
Ray Rezső Vilmos (Budapest, 1876. június 26. – Budapest, 1938. április 11.) magyar építész. 

## Családja
Szülei Ray Rezső Lajos építész és Hoffmann Erzsébet. Testvére Ray Ferenc labdarúgó. Felesége Novák Gizella.

## Életpályája
Münchenben tanult, majd 1900-ban átvette apja építészeti irodáját. Alkotásait a késői eklektika bizonytalan stílusa jellemzi, ám a budafoki Törley-gyár, kastély és mauzóleum esetében keleties elemekből szecessziós épületeket hozott létre. 1938-ban halt meg Budapesten.
A Farkasréti temetőben helyezték örök nyugalomra, később azonban sírját felszámolták.

## Ismert épületeinek listája
- 1890–1904: Törley-kastély, 1221 Budapest, Anna utca 3. (édesapja halála után ő fejezte be)
- 1898: Kolozsvári postapalota, Kolozsvár, Híd utca
- 1904: Újlipótvárosi Magyar Dohánykereskedelmi Rt. dohánykiviteli raktár épülete, Budapest, Hegedüs Gyula u. 42. / Victor Hugo u. 18-22. / Pannonia u. 45-47. – az épület a második világháború során elpusztult[6]
- 1907: Törley-család villája, Balatonfüred[5]
- 1909: Törley-mauzóleum, 1221 Budapest, Sarló utca 6.
- 1909–1911: Margit-szigeti víztorony, 1138 Budapest, Margit-sziget[5]
- 1910: Törley Pezsgőmanufaktúra, 1221 Budapest, Anna utca 7.
- 1910: Sigray Pál bérháza, 1056 Budapest, Váci u. 56-58.[5]
- 1910: Lakóház, 1146 Budapest, Cházár András u. 15.[5]
- 1910: Pest vármegye bérházai, 1082 Budapest, Baross utca 87/A és B[5][7]
- 1910–1916: Józsefvárosi telefonközpont, 1082 Budapest, Horváth Mihály tér 17. (az első jelentős állami vasbeton-építkezés),[5][7]
- 1914–1916: Bajza utcai elemi iskola (ma: Bajza Utcai Általános Iskola), 1062 Budapest, Bajza u. 51.[5][7]
- 1916: Gerbeaud csokoládégyár[5]
- 1926: Református templom, Örkény[8]
- 1929–1930: Református templom, Eger[9]
- ?: Református templom, Pesterzsébet,
- ?: Kivándorlók háza, Fiume

1932-ben ő építette át a Budai Lövőházat, amelyet 1885-ben még Hofhauser Antal tervezett.

## Képtár

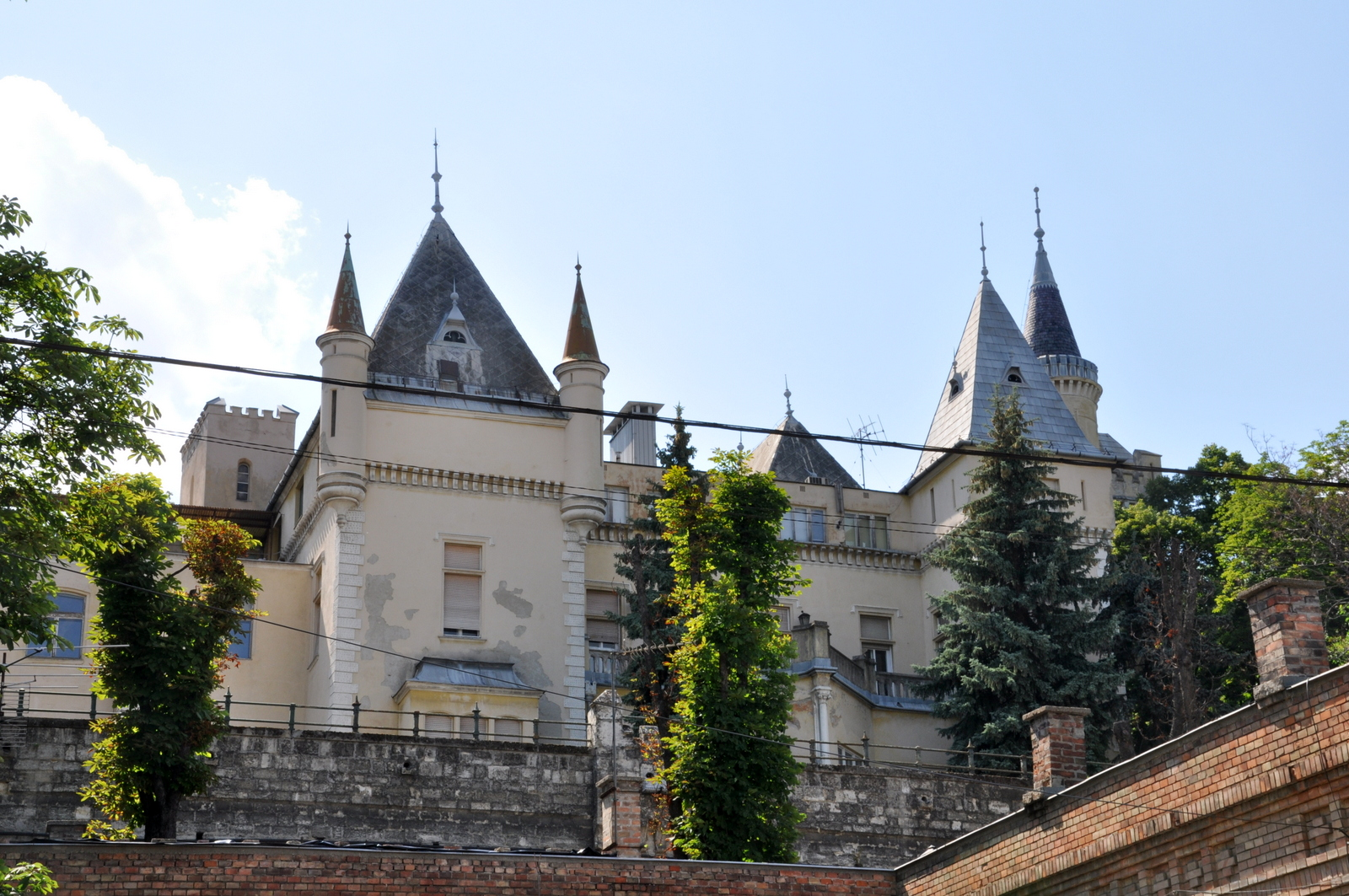
Törley-kastély
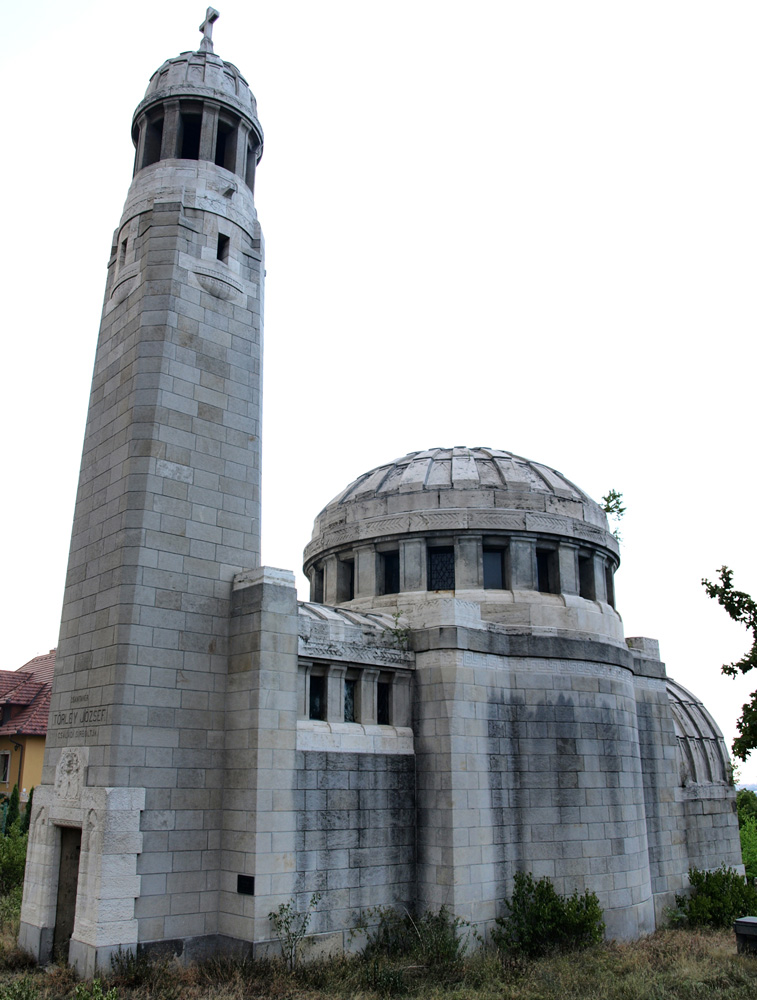
Törley-mauzóleum
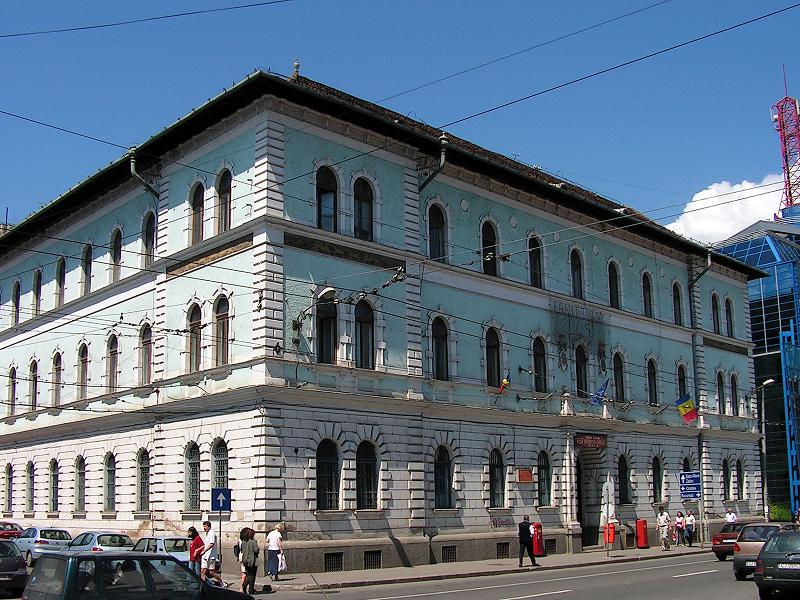
A kolozsvári Postapalota
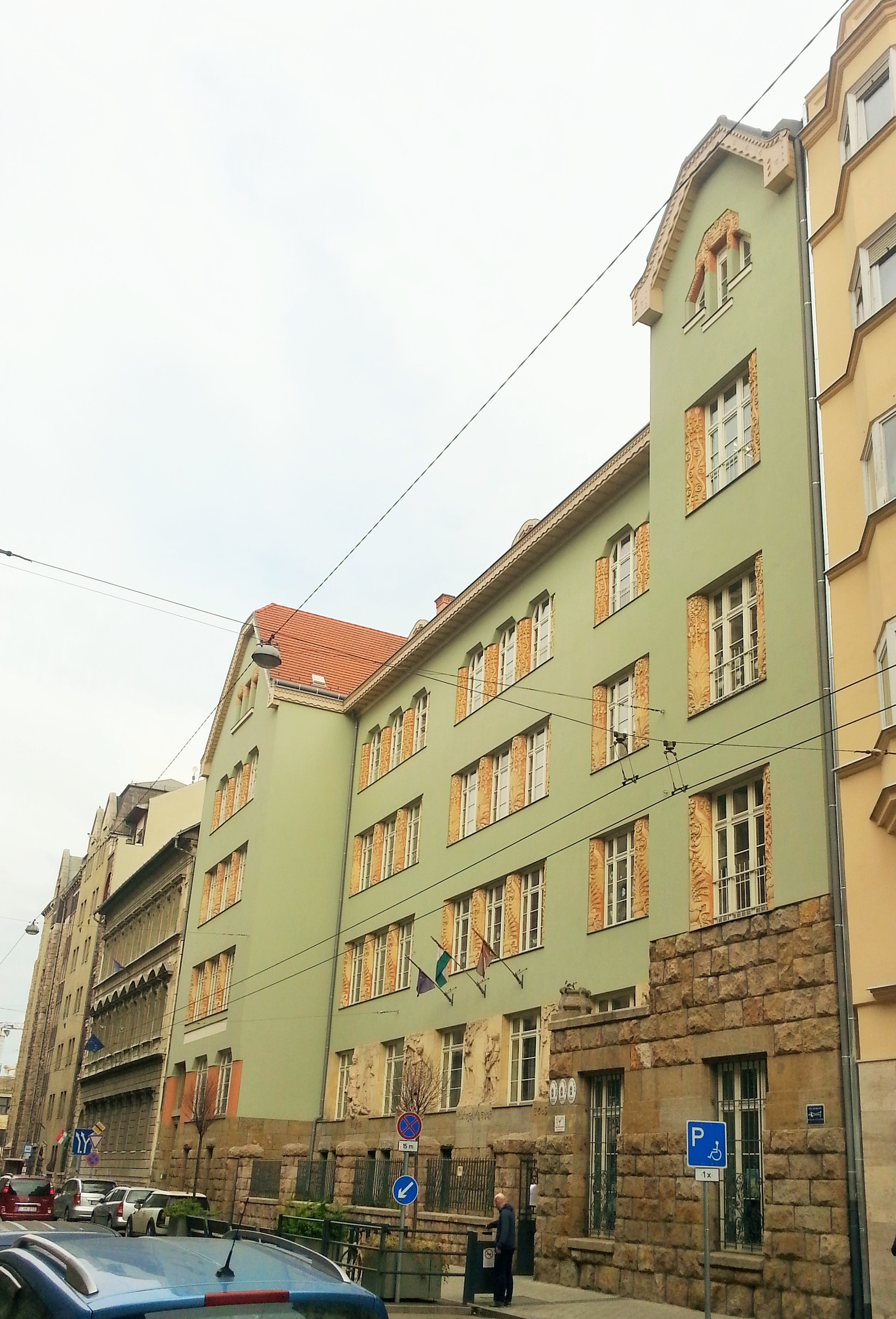
Bajza Utcai Általános Iskola
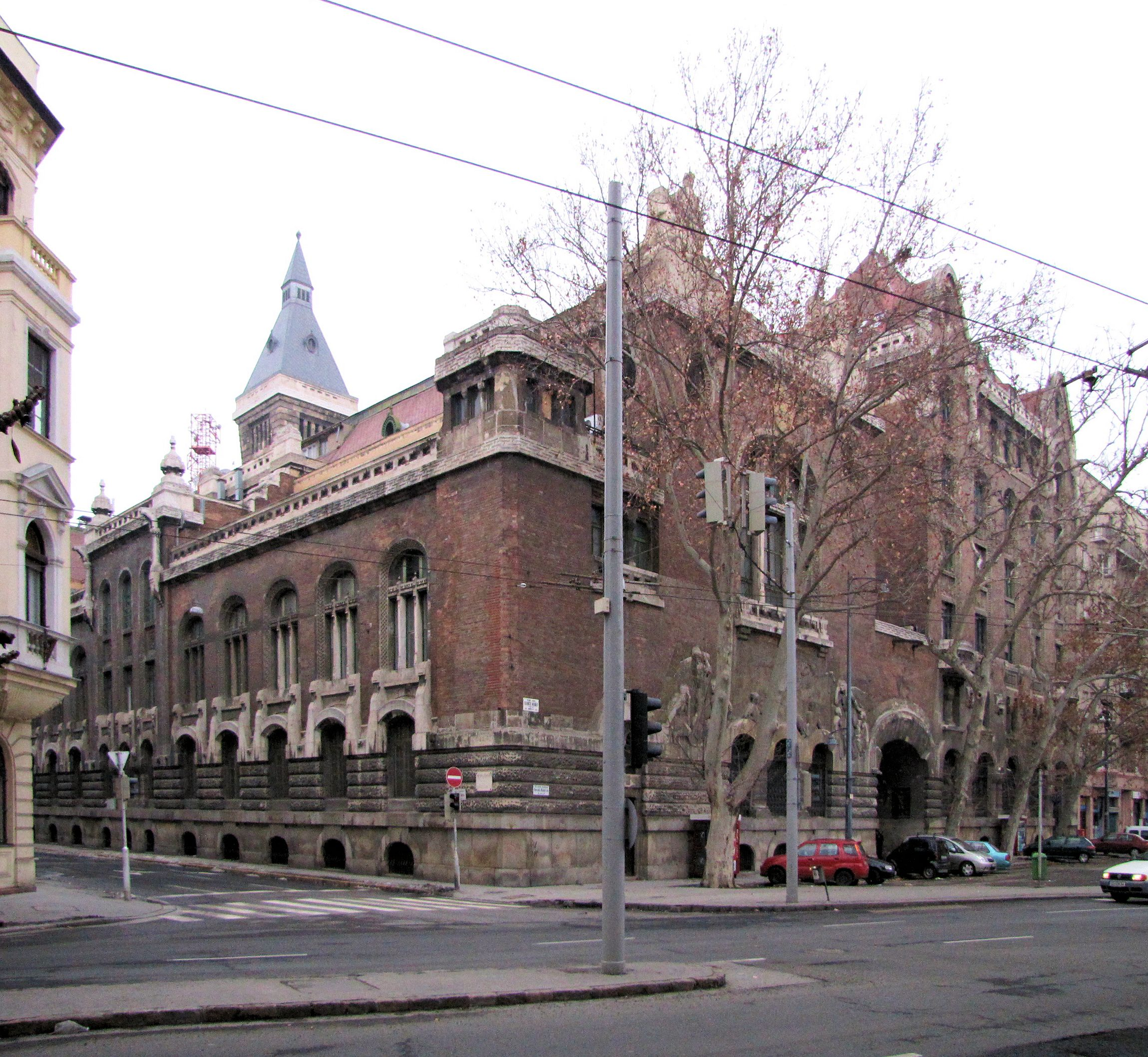
Józsefvárosi Telefonközpont
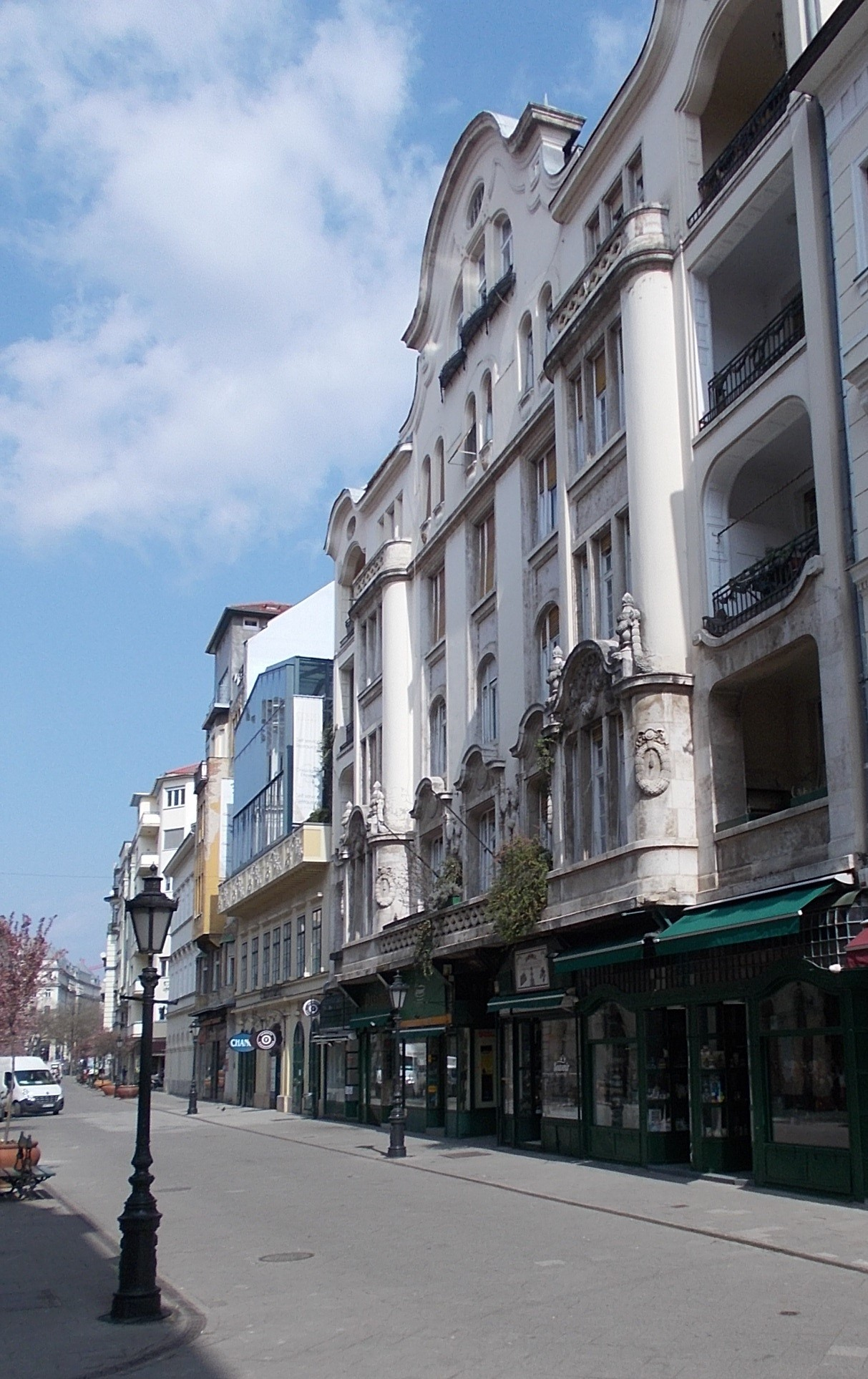
Lakóépület, Váci utca 56-58.
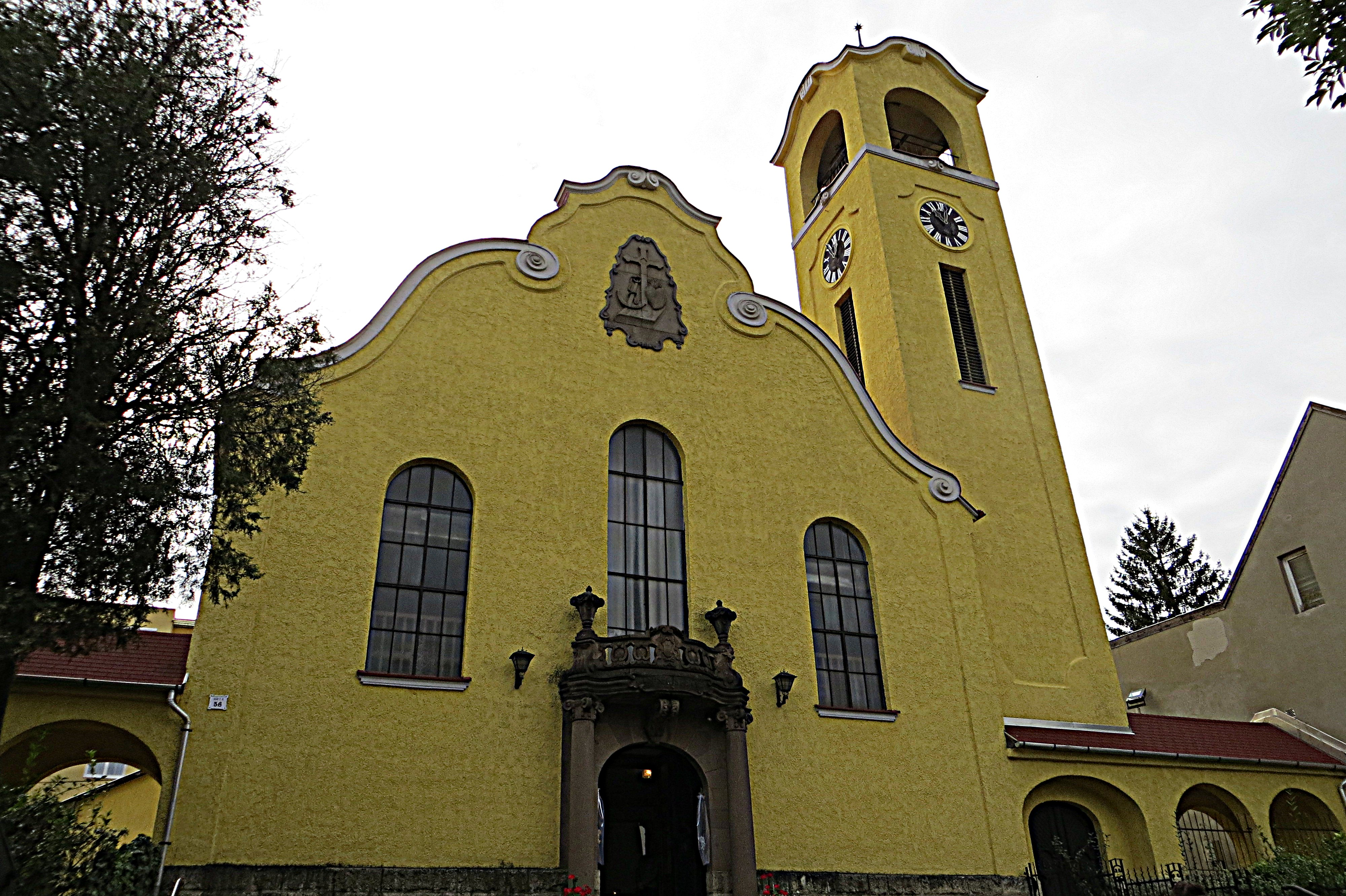
Egri református templom

## Egyéb irodalom
- (szerk.) Rozsnyai József: Építőművészek Ybl és Lechner korában, Terc Kereskedelmi és Szolgáltató Kft., Budapest, 2015, ISBN 978-615-5445-12-5
- https://epiteszforum.hu/felujitva-nyitottak-meg-a-balatonfoldvari-balaton-klubot
- Művészeti Lexikon 2. L-Z (Budapest, 1935) 350. old.